# Grasski-Juniorenweltmeisterschaft 2006
Die Grasski-Juniorenweltmeisterschaft 2006 fand vom 21. bis 23. Juli in Horní Lhota in Tschechien statt.

## Medaillenspiegel
| Platz | Land       | Gold | Silber | Bronze | Gesamt |
| ----- | ---------- | ---- | ------ | ------ | ------ |
| 1     | Tschechien | 4    | 4      | 5      | 13     |
| 2     | Schweiz    | 3    | 1      | –      | 4      |
| 3     | Italien    | 1    | 2      | 1      | 4      |
| 4     | Österreich | –    | 1      | 2      | 3      |

## Ergebnisse Herren

### Slalom
| Platz | Name                 | Land | Zeit 1. | Zeit 2. | Gesamt  |
| ----- | -------------------- | ---- | ------- | ------- | ------- |
| 01    | Jan Gardavský        | CZE  | 27,55 s | 27,28 s | 54,83 s |
| 02    | Aleš Mlíčka          | CZE  | 27,42 s | 27,53 s | 54,95 s |
| 03    | Michael Waligora     | CZE  | 28,27 s | 28,58 s | 56,85 s |
| 04    | Andrea Notaris       | ITA  | 28,33 s | 28,77 s | 57,10 s |
| 05    | Felix Wilhelm        | GER  | 28,85 s | 28,78 s | 57,63 s |
| 06    | Lukáš Waligora       | CZE  | 28,98 s | 28,76 s | 57,74 s |
| 07    | Lukáš Vecheta        | CZE  | 28,68 s | 29,14 s | 57,82 s |
| 08    | Martin Geretschläger | AUT  | 29,05 s | 28,85 s | 57,90 s |
| 09    | Jakob Rest           | AUT  | 28,96 s | 29,25 s | 58,21 s |
| 10    | Mirko Hüppi          | SUI  | 29,23 s | 29,11 s | 58,34 s |

Datum: 22. Juli 2006

Startzeit: 10:00 Uhr / 14:00 Uhr

Gewertet: 22 Läufer

### Riesenslalom
| Platz | Name                 | Land | Zeit 1. | Zeit 2. | Gesamt      |
| ----- | -------------------- | ---- | ------- | ------- | ----------- |
| 01    | Aleš Mlíčka          | CZE  | 32,03 s | 32,94 s | 1:04,97 min |
| 02    | Lukáš Brýdl          | CZE  | 32,43 s | 33,01 s | 1:05,44 min |
| 03    | Jan Gardavský        | CZE  | 32,50 s | 33,12 s | 1:05,62 min |
| 04    | Marc Zickbauer       | AUT  | 33,15 s | 33,55 s | 1:06,70 min |
| 05    | Michael Waligora     | CZE  | 33,26 s | 33,74 s | 1:07,00 min |
| 06    | Lukáš Vecheta        | CZE  | 33,29 s | 33,94 s | 1:07,23 min |
| 07    | Martin Geretschläger | AUT  | 34,03 s | 33,41 s | 1:07,44 min |
|       | Jiří Fuchs           | CZE  | 33,61 s | 33,83 s | 1:07,44 min |
| 09    | Jakob Rest           | AUT  | 33,98 s | 33,93 s | 1:07,91 min |
| 10    | Andrea Notaris       | ITA  | 33,67 s | 34,48 s | 1:08,15 min |

Datum: 21. Juli 2006

Startzeit: 10:00 Uhr / 14:00 Uhr

Gewertet: 27 Läufer

### Super-G
| Platz | Name                 | Land | Zeit    |
| ----- | -------------------- | ---- | ------- |
| 01    | Aleš Mlíčka          | CZE  | 29,92 s |
| 02    | Marc Zickbauer       | AUT  | 30,18 s |
| 03    | Václav Srb           | CZE  | 30,35 s |
| 04    | Jan Gardavský        | CZE  | 30,91 s |
| 05    | Lukáš Waligora       | CZE  | 31,18 s |
| 06    | Martin Geretschläger | AUT  | 31,26 s |
| 07    | Michael Waligora     | CZE  | 31,37 s |
| 08    | Jakub Nekvapil       | CZE  | 31,39 s |
| 09    | Felix Wilhelm        | GER  | 31,41 s |
| 10    | Tomáš Kolouch        | CZE  | 31,44 s |

Datum: 23. Juli 2006 

Startzeit: 11:00 Uhr

Gewertet: 39 Läufer

### Kombination
| Platz | Name                 | Land | Zeit SL | Zeit SG | Gesamt      |
| ----- | -------------------- | ---- | ------- | ------- | ----------- |
| 01    | Aleš Mlíčka          | CZE  | 54,95 s | 29,29 s | 1:24,87 min |
| 02    | Jan Gardavský        | CZE  | 54,83 s | 30,91 s | 1:25,74 min |
| 03    | Michael Waligora     | CZE  | 56,85 s | 31,37 s | 1:28,22 min |
| 04    | Andrea Notaris       | ITA  | 57,10 s | 31,78 s | 1:28,88 min |
| 05    | Lukáš Waligora       | CZE  | 57,74 s | 31,18 s | 1:28,92 min |
| 06    | Felix Wilhelm        | GER  | 57,63 s | 31,41 s | 1:29,04 min |
| 07    | Martin Geretschläger | AUT  | 57,90 s | 31,26 s | 1:29,16 min |
| 08    | Lukáš Vecheta        | CZE  | 57,82 s | 32,36 s | 1:30,18 min |
| 09    | Jakub Nekvapil       | CZE  | 59,19 s | 31,39 s | 1:30,58 min |
| 10    | Mirko Hüppi          | SUI  | 58,34 s | 32,51 s | 1:30,85 min |

Datum: 22./23. Juli 2006

Gewertet: 21 Läufer

## Ergebnisse Damen

### Slalom
| Platz | Name               | Land | Zeit 1. | Zeit 2. | Gesamt      |
| ----- | ------------------ | ---- | ------- | ------- | ----------- |
| 1     | Nadja Vogel        | SUI  | 30,21 s | 29,78 s | 59,99 s     |
| 2     | Ilaria Sommavilla  | ITA  | 31,31 s | 30,74 s | 1:02,05 min |
| 3     | Jacqueline Gerlach | AUT  | 31,81 s | 31,66 s | 1:03,47 min |
| 4     | Bianca Lenz        | SUI  | 33,60 s | 32,76 s | 1:06,36 min |
| 5     | Julia Neumann      | GER  | 43,24 s | 50,54 s | 1:33,78 min |
| 6     | Federica Tafuro    | ITA  | 52,06 s | 45,71 s | 1:37,77 min |
| 7     | Adela Preclikova   | CZE  | 61,73 s | 38,16 s | 1:39,89 min |

Datum: 22. Juli 2006

Startzeit: 10:00 Uhr / 14:00 Uhr

Gewertet: 7 Läuferinnen

### Riesenslalom
| Platz | Name                | Land | Zeit 1. | Zeit 2. | Gesamt      |
| ----- | ------------------- | ---- | ------- | ------- | ----------- |
| 1     | Ilaria Sommavilla   | ITA  | 35,14 s | 35,20 s | 1:10,34 min |
| 2     | Nadja Vogel         | SUI  | 34,80 s | 35,85 s | 1:10,65 min |
| 3     | Petra Mlejnková     | CZE  | 36,03 s | 35,19 s | 1:11,22 min |
| 4     | Jacqueline Gerlach  | AUT  | 36,06 s | 36,84 s | 1:12,90 min |
| 5     | Sarah Kinkel        | GER  | 47,12 s | 39,05 s | 1:26,17 min |
| 6     | Michaela Ducháčková | CZE  | 52,26 s | 40,03 s | 1:32,29 min |

Datum: 21. Juli 2006

Startzeit: 10:00 Uhr / 14:00 Uhr

Gewertet: 6 Läuferinnen

### Super-G
| Platz | Name                | Land | Zeit    |
| ----- | ------------------- | ---- | ------- |
| 1     | Nadja Vogel         | SUI  | 32,31 s |
| 2     | Petra Mlejnková     | CZE  | 32,75 s |
| 3     | Ilaria Sommavilla   | ITA  | 33,26 s |
| 4     | Jacqueline Gerlach  | AUT  | 33,91 s |
| 5     | Bianca Lenz         | SUI  | 35,92 s |
| 6     | Michaela Ducháčková | CZE  | 36,83 s |
| 7     | Julia Neumann       | GER  | 36,85 s |
| 8     | Federica Tafuro     | ITA  | 37,89 s |

Datum: 23. Juli 2006

Startzeit: 11:00 Uhr

Gewertet: 8 Läuferinnen

### Kombination
| Platz | Name               | Land | Zeit SL     | Zeit SG | Gesamt      |
| ----- | ------------------ | ---- | ----------- | ------- | ----------- |
| 1     | Nadja Vogel        | SUI  | 59,99 s     | 32,31 s | 1:32,30 min |
| 2     | Ilaria Sommavilla  | ITA  | 1:02,05 min | 33,26 s | 1:35,31 min |
| 3     | Jacqueline Gerlach | AUT  | 1:03,47 min | 33,91 s | 1:37,38 min |
| 4     | Bianca Lenz        | SUI  | 1:06,36 min | 35,92 s | 1:42,28 min |
| 5     | Julia Neumann      | GER  | 1:33,78 min | 36,85 s | 2:10,63 min |
| 6     | Federica Tafuro    | ITA  | 1:37,77 min | 37,89 s | 2:15,66 min |

Datum: 22./23. Juli 2006

Gewertet: 6 Läuferinnen